# Sneeuwroller

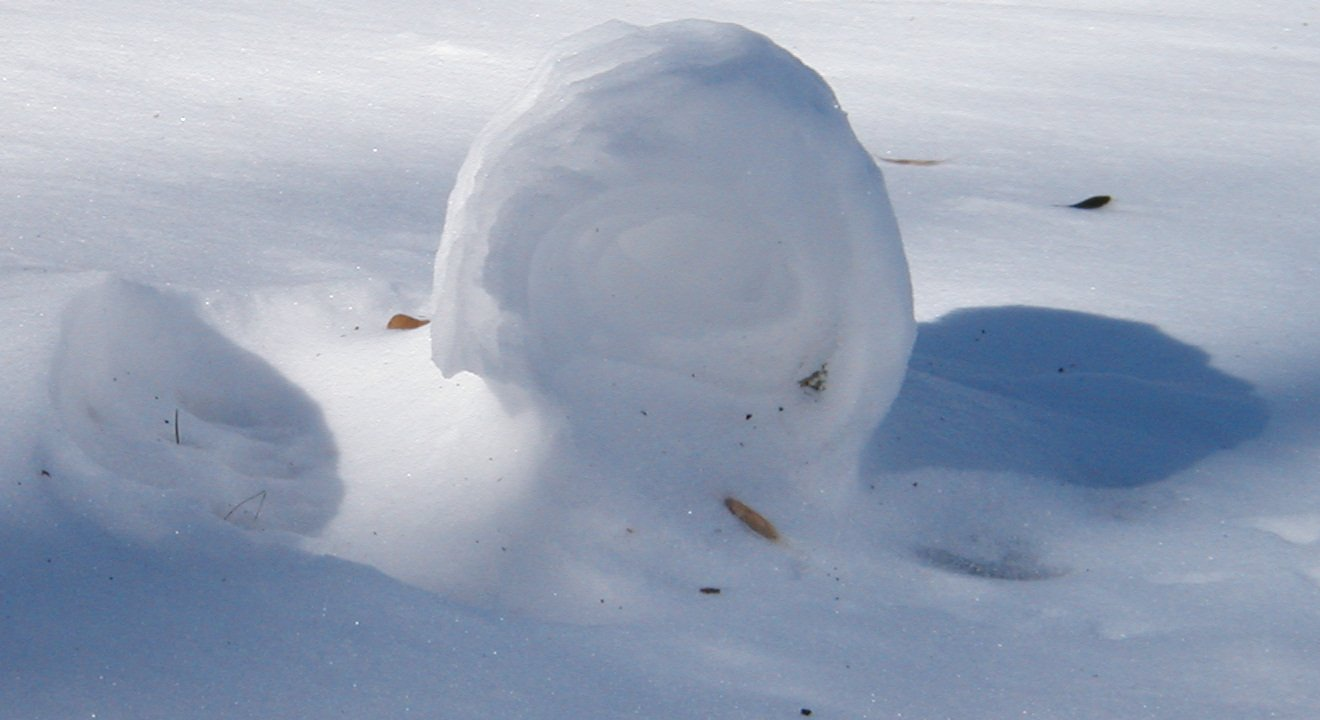
Sneeuwroller

Een sneeuwroller ontstaat wanneer een sterke wind vat krijgt op een sneeuwlaag op kale velden of hellingen. Voorwaarde zijn een temperatuur rond het vriespunt, waardoor de sneeuw samenkleeft en een sterke wind.
Dergelijke verschijnselen komen geregeld voor in bijvoorbeeld Schotland en Canada en heel soms ook in België en Nederland. Volgens Minnaert (Natuurkunde van 't vrije veld) zijn in de Ardennen in het verleden sneeuwrollers waargenomen van twee meter lengte en anderhalve meter dikte. Dikwijls zijn de kleinere meer bolvormig, de grotere cilindrisch. Dat de natuurlijke sneeuwballen werkelijk rollend ontstaan blijkt uit het spoor dat ze in de sneeuw achterlaten en dat soms nog twintig of dertig meter achter de rollende sneeuwballen te volgen is. Eén windstoot van anderhalve minuut kan voldoende zijn om meer dan vijfhonderd sneeuwrollen te vormen.